# Савинка (Чернігівський район)
Са́винка — село в Україні, у Кіптівській сільській громаді Чернігівського району Чернігівської області. Населення становить 140 осіб. До 2015 орган місцевого самоврядування — Олбинська сільська рада.

## Історія
Котова Савина Хутор та Пархимов(а) хутор було згадано в переписній книзі Малоросійського приказу (1666). Також наведено поіменні відомості про мешканців хуторів: 29 людей на 28 дворів, які мали загалом 61 вола та 3 коней.
Список наявних у Малоросійській губернії селищ 1799-1801 років подає дані про деревню Савинка, де проживало 90 душ.
3 вересня 2015 року село увійшло до Кіптівської сільської громади шляхом об'єднання із Кіптівською сільрадою.
Староста — Грищенко Людмила Олександрівна із Олбина, яка є також старостою для сусідніх сіл: Олбин, Борсуків, Димерка, Савинка і Самійлівка.
12 червня 2020 року, відповідно до розпорядження Кабінету Міністрів України № 730-р від «Про визначення адміністративних центрів та затвердження територій територіальних громад Чернігівської області», село увійшло до складу Кіптівської сільської громади.
17 липня 2020 року, в результаті адміністративно-територіальної реформи та ліквідації Козелецького району, село увійшло до складу Чернігівського району

## Постаті
- Шарко Олександр Олександрович (1988—2019) — старший матрос Збройних сил України, учасник російсько-української війни.